# Magical Drop
Magical Drop (マジカルドロップ, majikarudoropu) est un jeu vidéo de puzzle développé et édité par Data East, sorti en 1995 sur le système d'arcade MLC. La version occidentale, nommée Chain Reaction remplace les billes de couleur du jeu par des aliments.
Il a été porté par la suite sur Super Famicom, Saturn, PlayStation et Game Boy Color. Il a aussi eu droit à une amélioration sur arcade nommée Magical Drop Plus 1!, qui apporte quelques améliorations graphiques.
Il a pour suite Magical Drop II.

## Système de jeu
Le joueur contrôle un personnage pouvant saisir et relâcher des billes afin d'en aligner 3 verticalement de la même couleur. Le niveau de bille augmente au fur et à mesure. Le joueur peut effectuer des enchaînements afin d'augmenter son score. En mode arcade et deux joueurs, réaliser des enchaînements permet d'augmenter le niveau de bille chez l'adversaire, afin de le gêner.
Les personnages représentent les arcanes du Tarot de Marseille.

## Personnages
| Personnage     | Arcane correspondant | Voix japonaise  |
| -------------- | -------------------- | --------------- |
| Fool           | Le Mat               | Eri Tanaka      |
| Star           | L'Étoile             | Mitsuyo Tsunada |
| Devil          | Le Diable            | Eri Tanaka      |
| High Priestess | La Papesse           | Eriko Kodaira   |
| Chariot        | Le Chariot           | Yū Mizushima    |
| Magician       | Le Bateleur          | Toru Kikuchi    |
| World          | Le Monde             | Eriko Kodaira   |